# In the Aeroplane Over the Sea
In the Aeroplane Over the Sea – drugi i ostatni album indierockowego zespołu Neutral Milk Hotel. Został wydany w Stanach Zjednoczonych 10 lutego 1998 roku przez wytwórnię Merge Records, a w maju 1998 roku przez Blue Rose Records w Wielkiej Brytanii.
Lider zespołu Jeff Mangum przeprowadził się z Athens w Georgii do Denver w Colorado, żeby przygotować większość materiału nagraniowego z producentem Robertem Schneiderem w nowo przez niego utworzonym studiu Pet Sounds Studio, mieszczącym się w domu muzyka Jima McIntyre’a.
Płyta nadal dobrze się sprzedaje, a w roku 2008 była szóstym najczęściej kupowanym albumem winylowym.

## Inspiracje
Powszechnie uważa się, że In the Aeroplane Over the Sea opowiada o Anne Frank ze względu na kilka odniesień do jej osoby w tekstach piosenek. Przykładem mogą być wersy zawierające daty jej urodzin i śmierci. Chociaż członkowie zespołu nigdy nie potwierdzili, że album faktycznie poświęcony jest Annie Frank, wśród fanów zespołu jest to popularna teoria, a Jeff Mangum kilka razy wspominał o wpływie dziennika Frank na swoją twórczość, na jednym z koncertów wprost przyznając, że piosenka „Holland, 1945” jest o Frank.

## Okładka płyty
Słynna okładka albumu była efektem współpracy Magnuma z projektantem graficznym R.E.M., Chrisem Bilheimerem. Jej wygląd odwzorowuje gust Manguma: Bryan Poole powiedział o nim „Manguma zawsze fascynowała ta staroświecka, magiczna, trochę cyrkowa, fin-de-sièclowa estetyka rodem ze starego salonu gier”. Jako wzór okładki, Mangum pokazał Bilheimerowi starą, europejską pocztówkę, przedstawiającą wczasowiczów kąpiących się na plaży nadmorskiego kurortu. Obrazek został następnie wykadrowany i przerobiony przez Bilheimera. Grafik zaprojektował również wielkoformatowy śpiewnik dodawany do albumu oraz przypadkowo stał się autorem tytułu piosenki „Holland, 1945”; Mangum chciał w jej tytule użyć albo daty 1945, albo nazwy państwa Holandia. Bilheimer zasugerował mu użycie obu naraz.

## Odbiór
In the Aeroplane Over the Sea początkowo otrzymywało umiarkowane oceny. Recenzent w „College Music Journal” nazwał album „prawdziwym przełomem w lo-fi popie” i wskazał utwór „Holland, 1945” jako szczególnie godny uwagi. M. Christian McDermott z Pitchfork Media ocenił płytę na 8,7 z 10, określając Neutral Milk Hotel jako „jedyny psych-rockowy zespół, którego muzyka jest w równej mierze chwytliwa, co przerażająca” I stwierdził, że album „w wiarygodny sposób łączy brzmienie Sgt. Pepper z lo-fi wczesnych lat 90.”. Ben Ratliff z „Rolling Stone” był bardziej krytyczny:” Niestety, Mangum podjął się zaawansowanego ćwiczenia z nastroju i tekstury, pomijając elementarne przygotowanie w zakresie formy i redakcji dźwięku. Śpiewa głośno, naciągając do kresu wytrzymałości swój niewdzięczny głos.. [...] Dla tych, którzy oprą się folkowemu urokowi «Aeroplane’u», będzie on wytworem równie zadumanym, co niskowartościowym”.
Jason Ankeny, z Allmusic napisał, „jednocześnie lo-fi i wytworny, niezgłębiony, a przy tym bardzo przystępny, In the Aeroplane Over the Sea jest albo dziełem geniusza, albo wynikiem starań pomyleńca, a prawda prawdopodobnie leży gdzieś pośrodku”. Ankeny pochwalił także wokal Manguma, jako „dalece bardziej ujmujący” niż na pierwszej płycie – On Avery Island, ale skrytykował za to teksty jego piosenek, które uznał za niejasne, mówiąc “Chociaż Mangum wypluwa słowa z udarowym zapałem młodego Dylana, teksty są o wiele zbyt enigmatyczne i abstrakcyjne, żeby można było je naprawdę poczuć – In the Aeroplane Over the Sea z pewnością jest bardzo ważnym głosem w muzyce, ale nie wiadomo tak naprawdę, co właściwie chce powiedzieć”. Robert Christgau dał albumowi ocenę „Neither”, zarezerwowaną dla albumów dobrych przy jednorazowym przesłuchaniu, ale tracących z każdym następnym odtworzeniem i choć napisał potem, że krążek „przekonał wszystkich alternatywnych zagorzalców, że dojrzałość może być równie dziwaczna, co dorastanie”, powiedział również o nim, że jest „irytującym, pogrzebowym żartem”.
Późniejsze recenzje „Pitchfork Media” i „Rolling Stone” były bardziej pochlebne; ten drugi podniósł ocenę do czterech gwiazdek na pięć możliwych, w swoim The New Rolling Stone Album Guide: Completely Revised and Updated 4th Edition w roku 2004, gdzie Roni Sarig napisała „Mangumowi udało się zebrać coś, co przypomina prawdziwy zespół, dzięki czemu uzyskał dużo bogatsze i bardziej organiczne brzmienie [niż na On Avery Island]. Na dodatek, kompozycje piosenek przerosły wszystko, czego można by się spodziewać po Elephant 6 (i po indie rocku jako takim); Mangum tworzy ponadczasowy, transcendentalny pop, spokrewniony ze wszystkim, co pojawiło się w muzyce amerykańskiej w przeciągu ostatnich stu lat (od marszów pogrzebowych, aż do reformatorskiego punku)”. Sarig pochwaliła też płytę za „namiętne ścieżki gitary akustycznej, urzekające melodie, oraz teksty, które rzadko zdają się być naciągane, nawet wtedy, gdy są pozbawione sensu”. Pitchfork wystawił płycie najwyższą możliwą ocenę w recenzji napisanej przez Marka Richardsona w 2005. roku. Richardson wysoko oceniał liryczną bezpretensjonalność i „kalejdoskopowy” styl muzyki. PopMatters uznał reedycję albumu za jedną z najlepszych w 2005 roku i napisał „Aeroplane jest manifestem odmiennego sposobu na tworzenie popu. Słuchając 'Two-Headed Boy’ w 2005 roku dochodzi się do wniosku, że dzieło Manguma jest najzwyczajniej w świecie efektem doskonałego pieśniopisarstwa, wspomaganego nowatorską mieszanką akordeonu, instrumentów dętych, taśmowego tła i innych cudownych rozmaitości”.
Frontman Arcade Fire, Win Butler wymienił „Aeroplane” jako główny powód, dla którego jego zespół podpisał kontrakt z Merge Basista zespołu Franz Ferdinand, Robert Hardy powiedział „Kiedy dostałem prawo jazdy, In the Aeroplane Over the Sea było jedyną kasetą, jaką miałem w swoim Fordzie Fieście przez dwa lata” Jesse Lacey z zespołu Brand New nazwał In the Aeroplane Over the Sea „najlepszą płytą, jaką kiedykolwiek napisano”, a na koncertach kilkukrotnie grał covery „Holland, 1945”, „Oh Comely” i „Two-Headed Boy, Part Two” W sierpniu 2010 The Swell Season zagrało cover „Two-Headed Boy” dla The A.V. Club’s A.V. Undercover series. Tego samego roku, amerykańskie duo Dresden Dolls również zaśpiewało swoją wersję „Two-Headed Boy”, tym razem dla The A.V. Club’s Holiday Undercover series. Również w 2010 założona została grupa Neutral Uke Hotel, która na koncertach gra covery wszystkich piosenek z albumu na ukulele.

## Lista ścieżek
Wszystkie utwory poza The Fool zostały napisane przez Jeffa Manguma, partie instrumentów dętych skomponowali Scott Spillane i Robert Schneider.
1. The King of Carrot Flowers Pt. One – 2:00
2. The King of Carrot Flowers Pts. Two & Three – 3:06
3. In the Aeroplane Over the Sea – 3:22
4. Two-Headed Boy – 4:26
5. The Fool (Scott Spillane) – 1:53
6. Holland, 1945 – 3:15
7. Communist Daughter – 1:57
8. Oh Comely – 8:18
9. Ghost – 4:08
10. Niezatytułowany Utwór – 2:16
11. Two-Headed Boy Pt. Two – 5:13

## Muzycy i personel
- Jeff Mangum – gitara, wokal, organy, kocioł, gitara basowa, taśmy nagraniowe, radio krótkofalowe, kierownictwo artystyczne
- Jeremy Barnes – instrumenty perkusyjne, organy
- Julian Koster – organy Wandering Genie, piła, banjo, akordeon, szumy
- Scott Spillane – trąbka, puzon, flugelhorn, eufonium, horn arrangements
- Robert Schneider – organy elektroniczne, organy, gitara basowa, wokal wspierający, pianino, partie instrumentów dętych
- Laura Carter – zanzytofon
- Rick Benejamin – puzon
- Marisa Bissinger – saksofon, flugelhorn
- James Guyatt – instrumenty perkusyjne
- Michelle Anderson – Uilleann pipes
- Chris Bilheimer – kierownictwo artystyczne
- Brian Dewan – ilustracje

## Listy najlepszych albumów
| Publikacja             | Państwo           | Lista                                                | Rok  | Pozycja |
| ---------------------- | ----------------- | ---------------------------------------------------- | ---- | ------- |
| Amazon.com             | Stany Zjednoczone | 100 Najlepszych Albumów Indierockowych Wszech Czasów | 2009 | #2      |
| „Blender”              | Stany Zjednoczone | 100 Najlepszych Albumów Indierockowych w Historii    | 2007 | #32     |
| „Entertainment Weekly” | Stany Zjednoczone | Indie Rock 25                                        | 2008 | *       |
| „Magnet”               | Stany Zjednoczone | 60 Najlepszych Albumów, 1993-2003                    | 2003 | #1      |
| „Nude as the News”     | Stany Zjednoczone | 100 Najbardziej Pochłaniających Albumów lat 90.      | 1999 | #3      |
| „Pitchfork Media”      | Stany Zjednoczone | 100 najlepszych Albumów Lat 90.                      | 2003 | #4      |
| „Q magazine”           | Wielka Brytania   | 30 Najlepszych Płyt ostatnich 25 lat                 | 2010 | #16     |
| „Spin”                 | Stany Zjednoczone | 100 Najlepszych Albumów 1985-2005                    | 2005 | #97     |
| „Village Voice”        | Stany Zjednoczone | Pazz & Jop: Albumy Roku                              | 1998 | #15     |

(*) album nie znalazł się na liście.